# Kostelec nad Černými lesy
Kostelec nad Černými lesy é uma cidade checa localizada na região da Boêmia Central, distrito de Praha-východ.